# Zwergregenbogenfisch
Der Zwergregenbogenfisch (Melanotaenia maccullochi) ist ein Fisch aus der Familie der Regenbogenfische (Melanotaeniidae).
Der bis zu sieben Zentimeter lange Gruppenfisch lebt in Queensland im nordöstlichen Australien vom Starcke River nördlich von Cape Flattery bis etwas südlich von Cardwell. Er kommt meistens in kleinen, beschatteten Gewässern und teilweise in sumpfigen Gebieten vor, und teilt sich seinen Lebensraum mit anderen Regenbogenfisch-Arten wie Cairnsichthys rhombosomoides und Melanotaenia trifasciata, nigrans oder splendida, sowie verschiedenen Blauaugen-Arten der Familie Pseudomugilidae. Die Populationen sind nicht zusammenhängend und unterscheiden sich in der Intensität und Ausprägung ihrer Färbung. Zwergregenbogenfische haben silbrig bis bronzefarbene Flanken mit rötlichen und bräunlichen Längsstreifen, und orange- bis rotfarbene unpaare Flossen. Die ersten Exemplare wurden in den 1930er Jahren nach Deutschland importiert und werden seitdem in Aquarien vermehrt. Die Geschlechter lassen sich dadurch unterscheiden, dass die Weibchen blasser gefärbt sind und nicht so spitze Rücken- und Afterflossen haben wie die Männchen. Zwergregenbogenfische werden inzwischen selten im Handel angeboten, und oft wird fälschlicherweise eine Form von Melanotaenia australis unter diesem Namen angeboten. 
Die nahe verwandte Art Melanotaenia sahulensis lebt im südlichen Neuguinea zwischen dem Bensbach und dem Fly River und auf der australischen Kap-York-Halbinsel. Die ebenfalls nah verwandte Art Melanotaenia wilsoni lebt in kleinen Gewässern des Litchfield National Park im Northern Territory Australiens. Beide wurden bis zu ihrer Beschreibung für Standortvarianten von Melanotaenia maccullochi gehalten. 
Das Artepitheton ehrt den australischen Ichthyologen Allan Riverstone McCulloch.